# 戈尔米
戈尔米（Gormi），是印度中央邦Bhind县的一个城镇。总人口17255（2001年）。

## 人口
该地2001年总人口17255人，其中男性9363人，女性7892人；0—6岁人口2939人，其中男1610人，女1329人；识字率61.58%，其中男性为71.52%，女性为49.78%。